# Megalópolis (Grecia)
Megalópolis (Megalopolis, Μεγάλη πόλις o Μεγαλόπολις o en griego: Μεγαλόπολη) es un municipio y una población de Grecia situado en Arcadia, en el Peloponeso, en el valle del Alfeo. Su nombre quiere decir «la gran ciudad» (ἡ μεγάλη πόλις) como la denominó Pausanias. En el periodo de dominación del Imperio otomano se llamaba Sinano (Σινάνο), hasta que recuperó el nombre de Megalópolis en 1836.
El actual municipio se formó en 2011 mediante la fusión de los antiguos municipios de Megalópolis, Falaisía y Górtyna, que pasaron a ser unidades municipales. El municipio tiene un área de 722,63 km², de los cuales 331,5 corresponden a la unidad municipal de Megalópolis. En 2011, el municipio contaba con 10 678 habitantes y la ciudad tenía 5748.

## Historia

### La Liga Arcadia

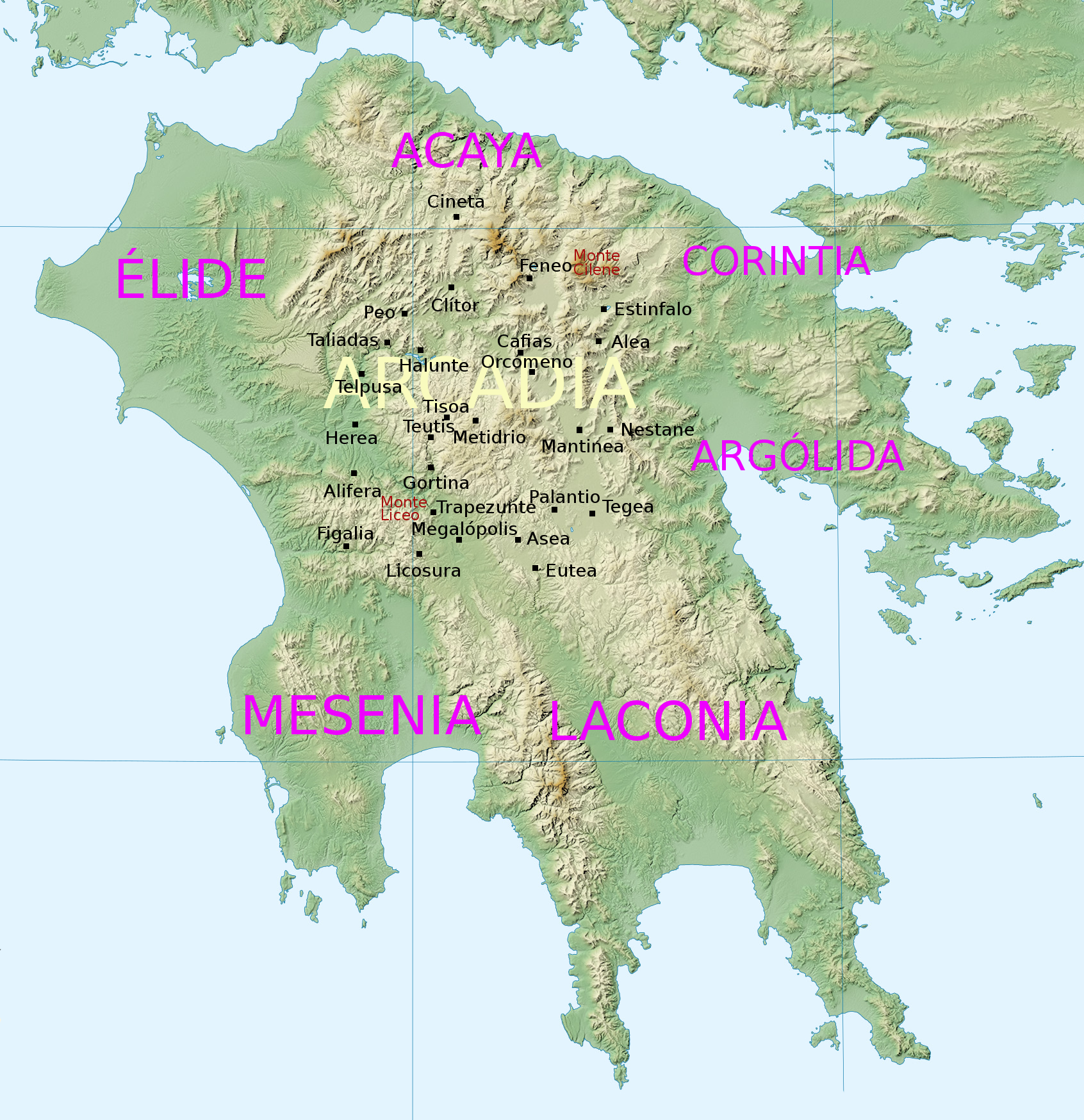
Mapa del Peloponeso con la situación de algunas de las principales ciudades de la antigua Arcadia, con la ubicación de Megalópolis.

Fue creada sobre una mesa: decidió su fundación el estratego tebano Epaminondas en 370 a. C. tras la batalla de Leuctra (371 a. C.), para crear una barrera contra las pretensiones expansionistas de Esparta.
El proyecto de Epaminondas era la consolidación de la Liga Arcadia y su transformación en un Estado federal (koinón), con función antiespartana.
El sistema de fundación fue el habitual del sinecismo: 40 demos se fusionaron en el curso de cuatro años y, la nueva ciudad era cosa hecha en 368 a. C. Fueron nombrados diez magistrados para establecer la ciudad, de los que 2 eran de Tegea, 2 de Mantinea, 2 de Clítor, 2 de Menalia y 2 de Parrasia. La ciudad se construyó junto al río Helisón, afluente del río Alfeo. Diversas ciudades (unas 40) fueron vaciadas y sus habitantes invitados o forzados a poblar la nueva ciudad. Los pobladores venían de Menalia, (10 ciudades: Asea, Palantio, Eutea, Sumateo, Yasea, Peretes, Helisonte, Orestasio, Dipea y Licoa), Egitos (5 o 6: Escirtonio, Malea, Cromno, Blenina  y Leuctro), Parrasia (8: Licosura, Tocnia, Trapezunte, Proses, Acacesio, Acontio, Macareas y Dásea), Orcómeno (3: Tisoa del Ménalo, Metidrio y Teutis), Cinuria (4: Gortina, Tisoa del Liceo, Licea y Alifera), Eutresis o Eutresia (6: Tricolonos, Zetia, Carisia, Ptolederma, Cnauso y Paroria) y Trípolis (3: Calia, Dipena y Nónacris). El territorio de la ciudad se extendía hasta 40 km al norte y al este hasta Tegea, Mantinea, Orcómeno y Cafias, y al oeste hasta Mesenia, Figalia y Herea.
El ordenamiento político de la metrópolis arcadia fue obra de Aristónimo, discípulo de Platón. Su base era la asamblea de todos los arcadios libres, oficialmente llamada «de los Diez Mil» (οἱ Μύριοι) y que tenía representantes de todas las ciudades-estado de Arcadia, excepto Orcómeno y Herea. Anualmente elegía al estratego y a los demiurgos, nombraba un gobierno ejecutivo y deliberaba sobre la paz y la guerra.
En la ciudad se reunía la Liga Arcadia. Un ejército, los epariti (Ἐπάριτοι) estaba al servicio de la liga y lo formaban 5000 efectivos.
Después de la caída del poder de Atenas, Esparta concentró sus ataques contra Megalópolis, que rechazó todos los intentos y se alió después con Filipo II de Macedonia y con Alejandro Magno.
Después ayudó a Antípatro de Macedonia, y en la lucha entre Poliperconte y Casandro, defendió a este último, y Poliperconte la asedió en 318 a. C., pero fue rechazado por la ciudad bajo la dirección de Damis. En esta época tenía unos 65 000 habitantes y 15 000 hombres en edad militar.
Después de eso, fue gobernada por tiranos, el primero de los cuales fue Aristodemo, llamado Χρηστός. Durante su gobierno, el rey espartano Acrótato (265 a. C.-262 a. C.), hijo de Areo I y nieto de Cleómenes II, atacó Megalópolis, pero murió en la lucha.

### La Liga Aquea
Megalópolis, al igual que Argos, Hermíone y Fliunte, se unió a la Liga Aquea en 241 a. C., tras la batalla de las Islas Egadas, que supuso el fin de la primera guerra púnica.
Dos generaciones después de Aristodemo el tirano era Lidíadas, que renunció en 232 a. C..
En 223 a. C. un ejército espartano dirigido por Cleómenes III tomó la ciudad; los habitantes que no murieron durante la lucha pudieron escapar hacia Mesenia, conducidos por Filopemen. Los espartanos la saquearon y la dejaron parcialmente en ruinas. Derrotado Cleómenes en Selasia (221 a. C.), la ciudad fue reconstruida.
Con la devastación que sufrió en el 223 a. C., en vísperas de la batalla de Selasia, todas las pinturas y estatuas de que decoraban la ciudad fueron llevadas a Esparta.
La labor de Filopemen fue continuada por Licortas, padre del historiador Polibio, y por el propio Polibio. En 169 a. C., Polibio fue nombrado hiparco, ocupando así uno de los cargos más prestigiosos en le interior de la Liga.
En 168 a. C.-167 a. C., el historiador fue deportado a Roma junto con otros mil rehenes de alto rango. La intención de los romanos era abrir un proceso regular a los rehenes (y detrás de esta oscura maniobra se encontraba la instigación del partido filorromano que se había formado dentro de la Liga), pero el proceso nunca se llevó a cabo y, después de siete largos años, los 300 rehenes que habían sobrevivido recibieron el permiso para volver a su ciudad. Sin embargo, la estancia de Polibio en Megalópolis fue muy breve y muy pronto retornó a Italia, donde tomó parte en la expedición de Publio Cornelio Escipión Emiliano a África hasta la caída de Cartago en 156 a. C. Ese mismo año, fue también el último en que Megalópolis formó parte de la Liga Aquea.

### Decadencia
Después fue atacada por el tirano espartano Nabis, que no la pudo ocupar completamente, pero desde entonces entró ya en decadencia. En 175 a. C. Antíoco IV Epífanes prometió dinero para hacer una nueva muralla más reducida. La ciudad se había despoblado y era el doble de grande que Esparta, pero con la mitad de población. Un poeta desconocido la describió como «La gran ciudad que es como un gran desierto (ἐρημία μεγάλη 'στὶν ἡ Μεγάλη πόλις)». Pausanias la encontró en condiciones muy precarias.

## Otros datos
En Megalópolis nacieron el estratego Filopemen y el historiador Polibio.
La parte sur de la ciudad se llamaba Oresteia (Ὀρεστία) por el nombre de una antigua ciudad de los menalios en este lugar.
Las excavaciones efectuadas en Megalópolis por la Escuela Británica de Atenas a finales del siglo XIX, completadas con la descripción de Pausanias (VIII 30-32), constituyen nuestra fuente de información sobre la toponimia y los monumentos de la Arcadia meridional.

## Toponimia

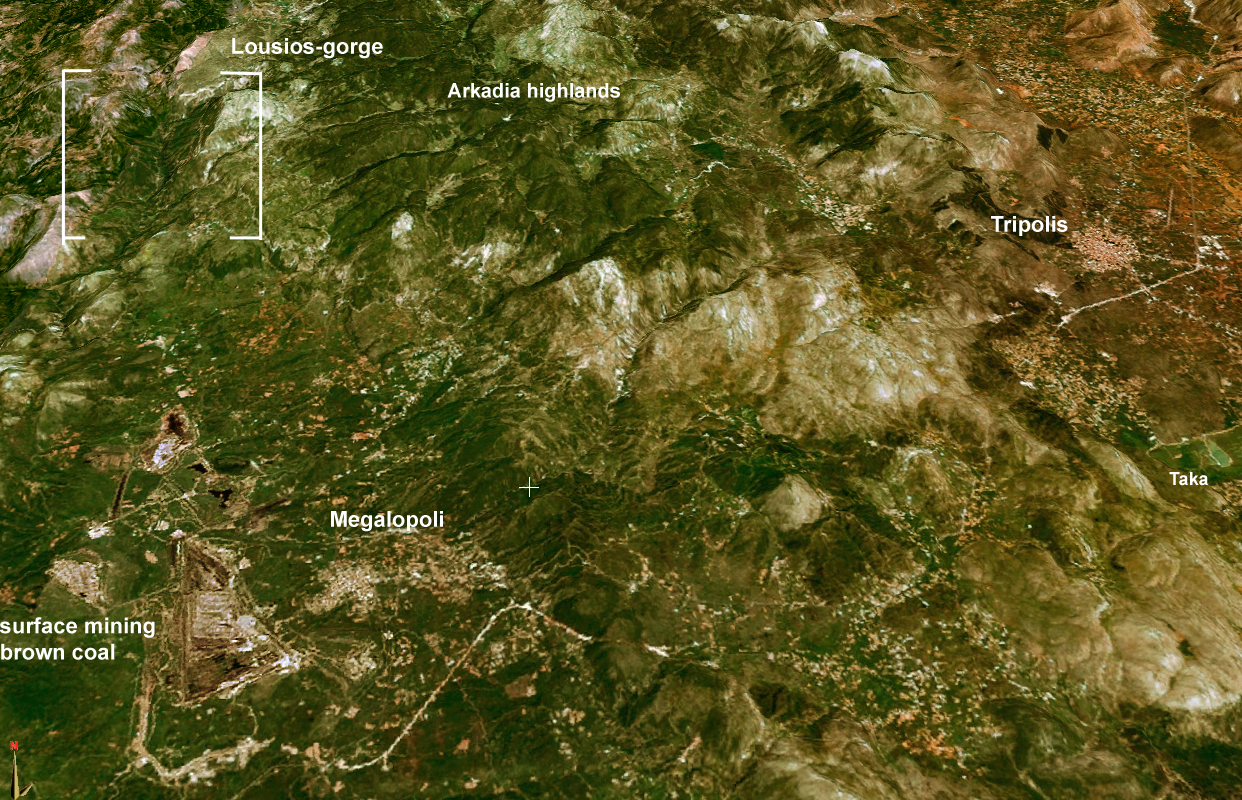
Mapa satélite con la situación de la actual Megalópolis.

La enorme superficie quedaba comprendida dentro de un recinto fortificado de 9 km (cerca de 50 estadios), obviamente, no toda el área estaba fortificada, lo cual tiene explicación.
Por norma, todos aquellos centros que nacen, por así decir, de manera artificial, prevén una superficie más grande respecto de las exigencias del momento y, además presenta una estructura urbana y viaria muy regular, precisamente porque carecen de cualquier tipo de condicionamiento debido a realidades preexistentes. Esa misma situación no se da en aquellas ciudades que amplían su superficie y se transforman a causa del crecimiento interno. Sin embargo, el caso de Megalópolis es muy especial incluso con respecto a las ciudades de nueva planta y deriva de la misma naturaleza del lugar.
Antes de la fundación por parte de Epaminondas, en aquel territorio existían aldeas y poblados dispersos, en los que la población podía disponer de grandes lotes de tierra de cultivo o de pasto.
La creación de la ciudad constituyó un hecho traumático para la población del territorio, que no estaba habituada a una estructura urbana, y que siempre deseó volver a sus aldeas. Ahora bien, en Megalópolis parece que existió un cierto respeto por la situación anterior: las murallas que rodeaban la ciudad no eran murallas urbanas, sino fortificaciones de carácter territorial. Esta superficie que ellas circundaban no se justificaba solo en función de una presumible y progresiva expansión del núcleo habitado y de las estructuras políticas, sino en relación con el hecho de que en el interior de las murallas de defensa ya estaba comprendido el espacio destinado a los cultivos agrícolas y a los pastos; dentro de un recinto fortificado se integraban campo y ciudad.

## La ciudad antigua
La muralla de Megalópolis, provista de torres circulares y cuadradas, ha sido excavada solo en parte y al parecer se construyó con adobes colocados sobre un zócalo de piedra.
La ciudad, que se levantaba a orillas del río Helisonte, estaba dividida por el río en dos partes, unidas mediante un puente. Megalópolis vivía en una situación bastante insólita para una ciudad y esto condicionó su estructura. Era al mismo tiempo una ciudad autónoma y la capital federal de la Liga Arcadia. Por este motivo, los organismos federales, como el teatro, la sede del Consejo de los Diez Mil (el Tersilión) y los alojamientos para la población ocasional se situaron en la zona sur del río, llamada Oresteia.
En la orilla septentrional (norte), en cambio, se organizó la ciudad propiamente dicha, con el ágora, el gimnasio, los organismos municipales y los principales santuarios. Faltaba en Megalópolis la tradicional acrópolis, pero sus funciones religiosas las asumían en parte dos pequeñas colinas situadas en el sector septentrional del barrio norte. En ellas se alzaban los templos de Atenea Polias y de Hera Telea, de los que no se ha conservado ningún resto arqueológico.

### El ágora
El conjunto más relevante de la zona septentrional, la que albergaba los organismos de la ciudad autónoma, lo constituía el ágora, que puede fecharse en el siglo III a. C.
El ágora, que presentaba una forma rectangular, se extendía paralela al río Helisonte, en su orilla derecha.
La plaza estaba delimitada en el lado septentrional por la estoa de Filipo, de 155,55 m de longitud, y por el Arqueion, un edificio público, también porticado como la estoa.
En el lado oriental del ágora se alzaba otra estoa, la de Mirópolis, del 263 a. C. En el lado meridional se hallaba el santuario de Zeus Sóter y la estoa de Aristandro, desgraciadamente hundida en el río. Por último, el lado meridional quedaba delimitado por el gimnasio.
En los santuarios que ocupaban el interior del ágora se adoraba a las divinidades locales de Arcadia, como Zeus Liceo, Hermes Acacesio, Pan Escolitas, Apolo de Basas (donde se conservaba una estatua de bronce del dios, llevada a Megalópolis desde el templo de Apolo Epicurio de Basas), y las Grandes Diosas —que Pausanias identifica con Deméter y Coré. Dentro del recinto de las Grandes Diosas había un templo de Zeus Filio, un bosque sagrado, un santuario de Afrodita y numerosas estatuas de divinidades.
De las tres estoas que enmarcaban el ágora, la mejor conocida es la de estoa de Filipo, que puede fecharse a principios del siglo III a. C. Inicialmente la estoa tenía tres naves con cuerpos salientes a los lados, como en el caso de la estoa de Antígono en Delos, y preveía dos exedras al fondo.

### Santuario de Zeus Sóter
El monumento más interesante del barrio septentrional es el santuario de Zeus Sóter. La simetría y una rígida perpendicularidad son los principios en los que se basaron los arquitectos del complejo.
A través de un propileo situado en el lado oriental se podía acceder a un patio cuadrado, con un altar en el centro, rodeado de un peristilo jónico-dórico de dos naves en dos de sus lados, y de tres naves en el lado del fondo. La existencia de una nave de más en este último lado se explica por el hecho de que aquí se hallaba el templo propiamente dicho, con seis columnas en la fachada (hexástilo).
El interior del templo, ocupado por pilastras y columnas muy próximas a las paredes, albergaba el célebre grupo escultórico de Zeus sentado en un trono entre Artemisa Soteria (la salvadora) y la personificación de Megalópolis, obra de Cefisodoto y Jenofonte.

### Otros santuarios
En la zona meridional de Megalópolis se hallaba un santuario de las musas, Apolo y Hermes, otro santuario de Afrodita, un altar de Ares, un templo de Dioniso, un templo común de Heracles y Hermes, un templo de Artemisa Agrótera y dos santuarios de Asclepio.
En el camino de Megalópolis a Ménalo se hallaba un recinto sagrado del viento Bóreas, al que los megalopolitanos ofrecían sacrificios puesto que le atribuían el mérito de haberlos ayudado al destruir una torre de asalto del rey espartano Agis.
En Licosura, una localidad a 7 km de Megalópolis, se dedicó otro templo a las Grandes Diosas. Estas diosas eran Deméter, Despena y la Gran Madre. Allí se encontraba un colosal grupo escultórico de mármol, esculpido por Damofonte de Mesene, que representaba a Deméter, Despena, Artemisa y Ánito (uno de los titanes). Una moneda de Megalópolis de época romana ha ayudado a reconstruir parcialmente el grupo escultórico, del que se conservan varios fragmentos en el Museo Arqueológico Nacional de Atenas.

### El Tersilión
En el sector meridional de la ciudad se hallaban todos los organismos de la ciudad federal. De entre ellos destaca el complejo teatro-Tersilión, es decir la sede del Consejo de los Diez Mil.
El Tersilión data de mediados del siglo IV a. C. Fue construido después de la fundación impulsada por Epaminondas.
El modelo que inspiró este singular edificio hay que buscarlo en el Telesterion de Eleusis, del que se diferencia por un mayor movimiento de planos y líneas.
El edificio, de forma rectangular, de 65 m de longitud y 33 m de anchura, tenía la entrada principal provista de tres puertas en el lado oriental. En los otros dos lados había un par de puertas.
Cuando se construyó el teatro situado frente a él, en la segunda mitad del siglo IV a. C., se dotó al edificio de un pórtico de 14 columnas de orden dórico. en el interior, de cara a la fachada, se encontraba la tribuna cuadrangular desde la cual hablaban los oradores, rodeada en sus tres lados menores por cinco filas de columnas. Alrededor se hallaban los asientos del consejo, trabajados en madera. El suelo estaba ligeramente inclinado en dirección a la tribuna.
En 223 a. C., en el curso de la devastación de la ciudad por los espartanos, el Tersilión también quedó destruido, pero no fue reconstruido, al haber perdido su primitiva función.

### El teatro
El teatro situado frente a él, aprovechó el pórtico dórico del Tersilión como fondo escénico. Dicho teatro constituye uno de los mayores de toda Grecia, capaz de albergar a 21.000 espectadores.
De la cávea, que descansaba en la pendiente de la colina posterior, queda la proedría, es decir, las primeras filas, reservadas a los personajes de más alto rango, y otras ocho gradas más. En sentido horizontal está dividida en dos sectores, mientras que en sentido vertical posee diez cúneos.
En el siglo III a. C. se agregó una escena de madera, transportable sobre ruedas, que podía guardarse en la skenothéke (lugar donde se almacenaban los decorados y demás accesorios teatrales) ubicada en el párodos (corredor de acceso a la orquesta) de la izquierda, como ocurre también en los teatros de Pérgamo y de Esparta.
Tras la destrucción del Tersilión se elevó el nivel del suelo de la orquesta y se construyó un proscenio de piedra dotado de 14 columnas.
Sobre una transformación del teatro en época romana se posee solo algún vago indicio.